# Саксис (Вирџинија)
Саксис (енгл. Saxis) град је у америчкој савезној држави Вирџинија. По попису становништва из 2010. у њему је живело 241 становника.

## Демографија
Према попису становништва из 2010. у граду је живело 241 становника, што је 96 (28,5%) становника мање него 2000. године.
| Група             | 2000.       | 2010.       |
| Белци             | 329 (97,6%) | 235 (97,5%) |
| Афроамериканци    | 3 (0,9%)    | 1 (0,4%)    |
| Азијати           | 0 (0,0%)    | 0 (0,0%)    |
| Хиспаноамериканци | 3 (0,9%)    | 0 (0,0%)    |
| Укупно            | 337         | 241         |